# Gránátpinty
A gránátpinty (Granatina granatina)  a madarak osztályának a verébalakúak (Passeriformes) rendjébe, ezen belül a díszpintyfélék (Estrildidae) családjába tartozó faj.

## Rendszerezés
Besorolása vitatott, egyes rendszerezők az Uraeginthus nembe sorolják Uraeginthus granatina néven, de sorolták a Fringilla nembe is Fringilla granatina néven.

## Előfordulása
Afrikában Angola, Botswana, Mozambik, Namíbia, a Dél-afrikai Köztársaság, Zambia és Zimbabwe területén honos. A természetes élőhelye szubtrópusi és trópusi száraz szavannák és bokrosok, valamint ritkábban szántok és legelők.

## Alfajai
- Granatina granatina granatina – (Linné, 1766)
- Granatina granatina retusa – (Clancey)
- Granatina granatina siccata

## Megjelenése
Testhossza 13-14 centiméter.

## Szaporodása
Fészekalja 3-6 tojásból áll, melyen 13 napig kotlik.